# 粗梗黄堇
粗梗黄堇（学名：Corydalis pachypoda）为罂粟科紫堇属下的一个种。

## 扩展阅读
- 維基物種上的相關：粗梗黄堇